# Penn Lake Park, Pennsylvania
Penn Lake Park là một thị trấn thuộc quận Luzerne, tiểu bang Pennsylvania, Hoa Kỳ. Năm 2010, dân số của thị trấn này là 308 người.